# 沃夫喬克河

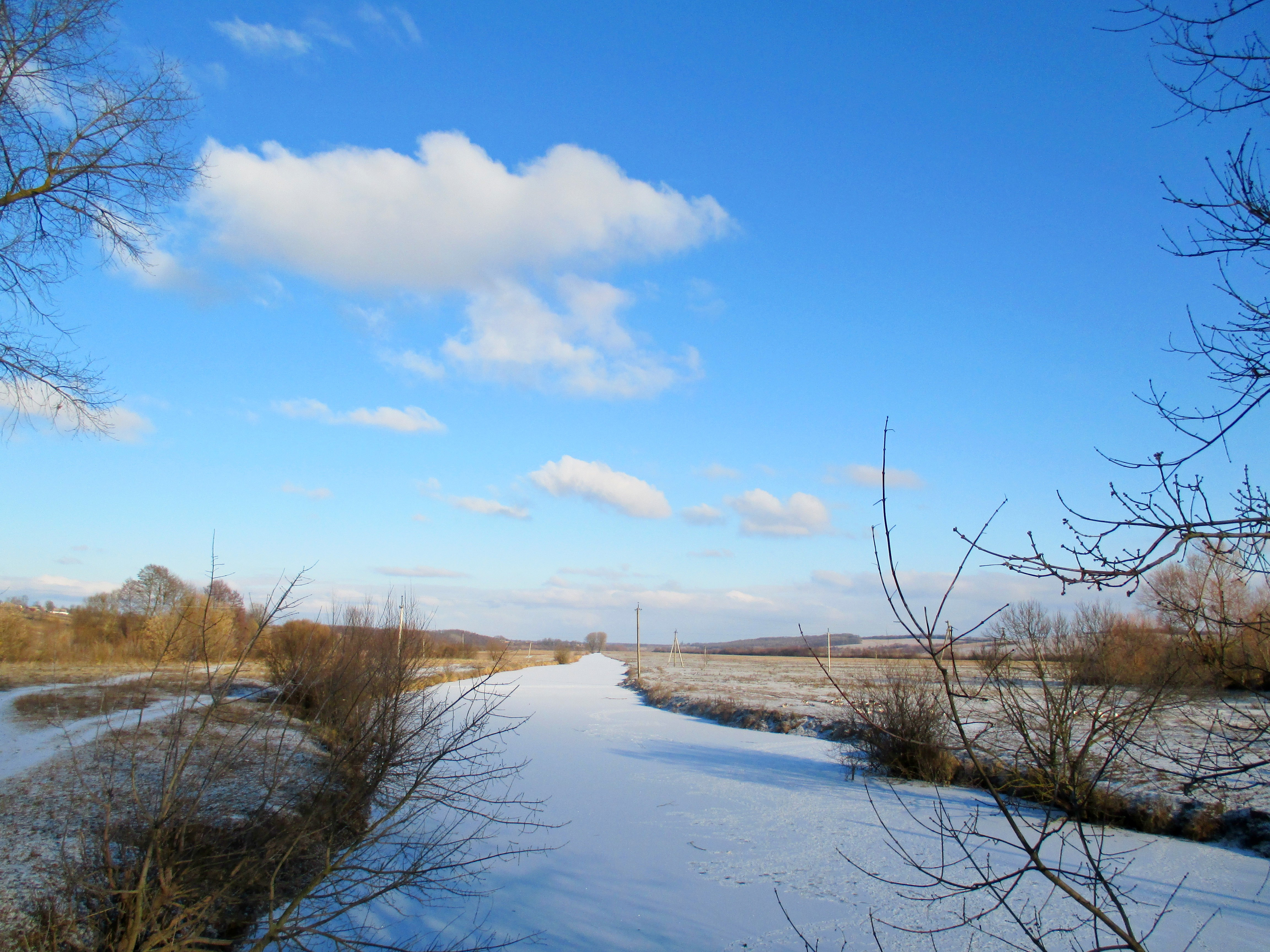

沃夫喬克河（烏克蘭語：Вовчок），是烏克蘭西部的河流，屬於沃夫克河的右支流。該河發源自安東尼夫齊，流經赫梅利尼茨基州的赫梅利尼茨基區，河道全長39公里，流域面積249平方公里。